# Ventas de Huelma
Ventas de Huelma és un municipi andalús situat en la part centre-nord de la comarca de Alhama (província de Granada). Limita amb els municipis de Chimeneas, La Malahá, Agrón i Cacín.
L'ajuntament està format pels nuclis de Ventas de Huelma i Ácula.